# Historia de los judíos en El Salvador
Los judíos han estado presentes en El Salvador desde comienzos del siglo XIX, comenzando con la inmigración de judíos sefardíes provenientes de España, que continuó con el arribo de judíos askenazíes refugiados durante la Segunda Guerra Mundial. 
Los judíos que escaparon de España durante la Inquisición fueron sefardíes, por lo que un número significante de familias judías en El Salvador tienen apellidos hispanos: Aboud, Acevedo, Acosta, Acuña, Aguilar, Alburquerque, Almeida, Alonzo, Araujo, Campos, Cantoral, Córdova, Díaz, Dreyfus, Escalante, Espinosa, Figuereido, Figueroa, Gabay, Galeas, Gonzalez, Salomón, Sangarrén, Sariles, Taer, Taher o Taheri, De Sola, Jarquin, entre otros. 
Entre las familias salvadoreñas askenazíes más prominentes destacan: Cohen, Bloch, Liebes, Goldtree, Guttfreund, Weill, Salomón, Freund, Lassally, Gabay, Bloch, Baum, Leva, Lewinsky, Haas, Dreyfus, Rothschild, Tesak, Bernhard, Florece , Falkenstein y Bahiza. 
Representantes conocidos de la comunidad judía en El Salvador incluyen a Ricardo Freund, empresario y actual Presidente de la Comunidad Israelita de El Salvador; Claudio Kahn, empresario; Mónica Taher, empresaria y parte de la Secretaría de Comercio e Inversiones del Gobierno de El Salvador.

## Historia de los judíos en El Salvador

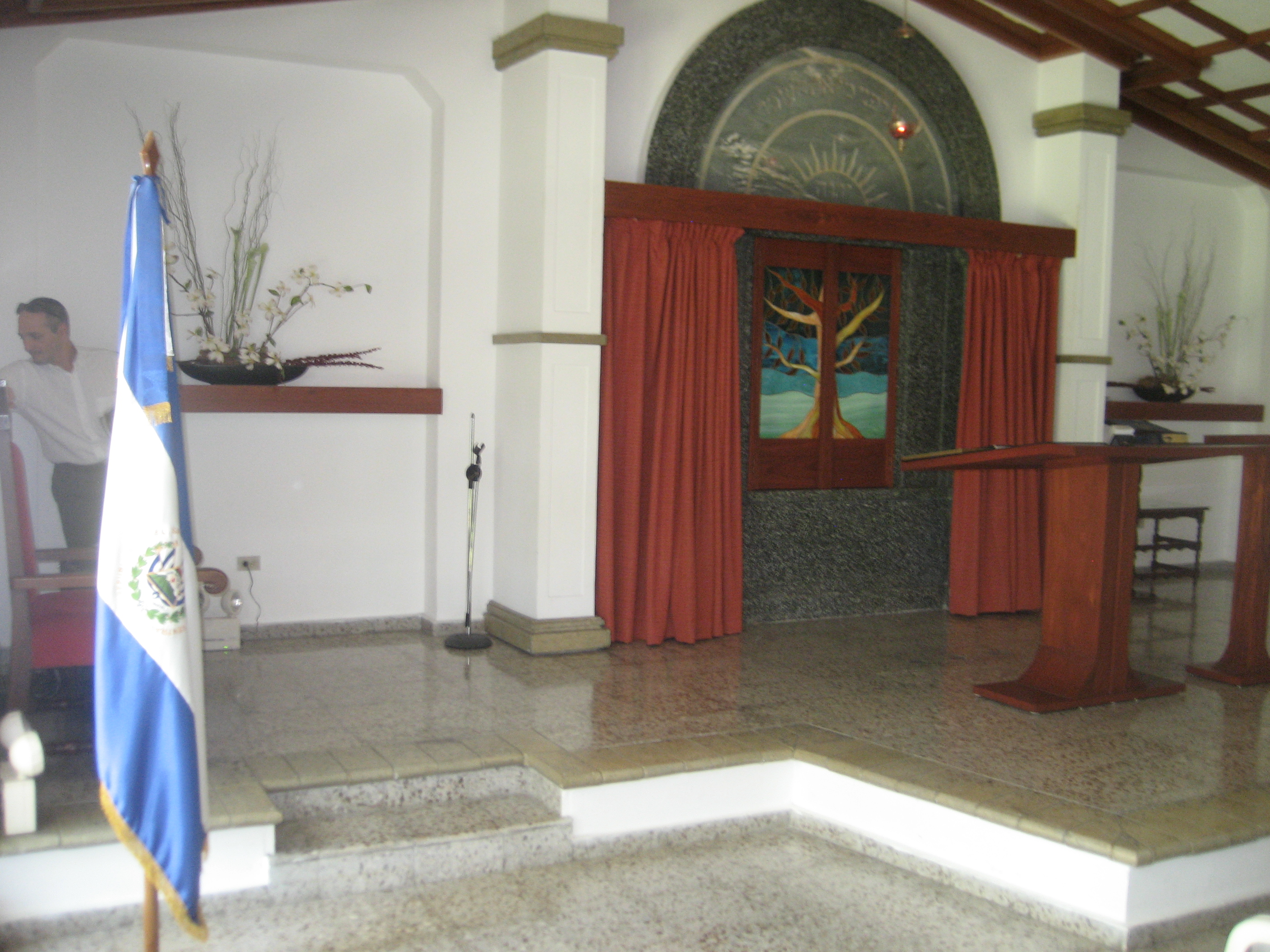
Sinagoga de la Comunidad Israelita de El Salvador

Ya desde época colonial se tiene registro de judíos en América Latina, en El Salvador se tiene registro de varias inmigraciones judías provenientes de Portugal, después de la independencia de El Salvador, se cree que el primer inmigrante judío fue Bernardo Haas, nacido en Alsacia. Posteriormente, el primer judío alemán documentado llegó al país en 1888, según la académica Jessica Alpert. Francia y Europa Central fueron los principales países de origen de esta migración judía contemporánea, la mayoría eran asquenazíes y sefarditas, se quedaron permanentemente en El Salvador.
Las leyes migratorias de El Salvador eran muy libres entre 1821 a 1930, no obstante cambiaron después de 1930, pero estas leyes estrictas culminan en 1940, durante la Segunda Guerra Mundial llegan varios refugiados judíos asquenazíes principalmente de Hungría, Alemania, Polonia, Suiza, Eslovaquia y Francia, entregándoles varios documentos de nacionalidad salvadoreña.
Asociaciones y negociaciones empresariales con propietarios católicos conservadores de tierras durante la década de 1930 dificultaron la seguridad judía, sin embargo, la situación mejoró después de la Segunda Guerra Mundial. El 11 de septiembre de 1948, El Salvador reconoció al estado de Israel y en 1956, el Instituto Cultural El Salvador-Israel fue fundado. 
Jerusalén es un municipio del departamento salvadoreño de La Paz. Fue nombrado así por la familia Cordova, específicamente por Juan Cordova, que fueron judíos sefardíes expulsados de España. Otros sefardíes incluyen a Perla y Perla, Oman, Galeas, Galeanos, Gomar, Perez, entre otros. Algunos se volvieron miembros y fundadores de la Iglesia Adventista del Séptimo Día en el área de Morazán. 
Justo antes de la Guerra Civil en El Salvador, la comunidad judía estaba activamente involucrada en organizar una Organización Sionista, de la cual Ernesto Liebes y Carlos Bernhard era los principales líderes. Miembros de la comunidad estaban también involucrados, según la escritora estadounidense Jane Hunter en su libro "Política Exterior Israelita: Sudamérica y Centroamérica", en facilitar la venta de armas provenientes de Israel a El Salvador, particularmente la venta de aviones de combate 18 Dassault Ouragan en 1973, del cual Liebes fue percibido por grupos de la guerrilla como el principal representante. 
Durante la Guerra Civil, muchos judíos dejaron el país después del secuestro y asesinato del líder comunitario y Cónsul Honorario Israelita Ernesto Liebes, por razones culturales por el RN-FARN, el ala armada del RN, uno de los grupos que formaron el FMLN.
La Comunidad Israelita de El Salvador fue establecida en 1944 con un centro comunitario judío que abrió en 1945, seguido por una sinagoga en 1950. El Salvador cuenta ahora con una sinagoga.

## 1990
La firma de tratados de paz en 1991 condujo al regreso de varias parejas judías con hijos que se habían mudado durante la guerra civil. Un nuevo centro comunitario y sinagoga fueron inaugurados en la década pasada. La Comunidad Israelita de El Salvador brinda servicios en viernes, en la mañana del Shabbat y en días festivos. Los comités femeninos de Pesach, Rosh Hashannah, Sukkot, Channukah, Purim y Yom Haatzmaut organizan comidas para la comunidad con el fin de compartir y celebrar.

## Relaciones con Israel
Israel tiene una embajada en San Salvador. En 2006, El Salvador anunció planes para mover su embajada a Tel Aviv, donde el resto de las embajadas están localizadas. Esto se ha dado a conocer con mucha controversia, pues muchos creen esta decisión fue tomada bajo la influencia de la comunidad árabe y la influencia política del mismo presidente, Tony Saca, de ascendencia árabe cristiana. Esto fue un paso que tomaron una decena de países en trasladar su embajada de la ciudad de Jerusalén (considerada ocupada por las NNUU) a la ciudad de Tel Aviv, donde se encuentran casi todas las embajadas del mundo.